# Муктагачха (подокруг)
Муктагачха (бенг. মুক্তাগাছা, англ. Muktagachha) — подокруг на севере Бангладеш в составе округа Маймансингх. Образован в 1961 году. Административный центр — город Муктагачха. Площадь подокруга — 314,71 км². По данным переписи 1991 года численность населения подокруга составляла 321 759 человек. Плотность населения равнялась 1022 чел. на 1 км². Уровень грамотности населения составлял 22,90 %. Религиозный состав: мусульмане — 94,34 %, индуисты — 5,35 %, христиане — 0,21 %, прочие — 0,23 %.